# Heinz Schröder (Schauspieler)
Heinz Schröder (* 30. November 1921 in Berlin; † 27. Mai 2018 ebenda) war ein deutscher Schauspieler. 

## Leben
Nach dem Zweiten Weltkrieg, den er als Soldat überlebte, studierte Heinz Schröder an der Schauspielschule des Berliner Hebbel-Theaters unter Ernst Schröder. Sein erstes Engagement erhielt er am Kinder- und Jugendtheater im Berliner Titania-Palast, Verpflichtungen an den Bühnen in Radebeul (Landesbühnen Sachsen), Naumburg und Leipzig folgten. 1955 kehrte Heinz Schröder nach Berlin zurück, wo er bis 1990 ununterbrochen am Theater der Freundschaft wirkte. Anschließend blieb Heinz Schröder noch einige Jahre seinem Beruf treu, filmte gelegentlich und nahm an einer Theatertournee durch Deutschland, Österreich und die Schweiz teil. 
Neben seiner Tätigkeit als Theaterschauspieler war er ein gefragter Darsteller beim Film sowie Fernsehen und wirkte an über 50 Hörspielen als Sprecher mit. Im Jahr 2003 veröffentlichte er unter dem Titel „Das erstickte Lachen: Die Erlebnisse des unheldischen deutschen Soldaten H.S.“ seine Erinnerungen an die Kriegsjahre 1939–1945.

## Filmografie
- 1948: Chemie und Liebe
- 1949: Die Brücke
- 1949: Die Kuckucks
- 1954: Stärker als die Nacht
- 1956: Zwischenfall in Benderath
- 1957: Berlin – Ecke Schönhauser…
- 1959: Sie nannten ihn Amigo
- 1959: Bevor der Blitz einschlägt
- 1959: Im Sonderauftrag
- 1960: Fernsehpitaval: Der Fall Hoefle (Fernsehreihe)
- 1961: Der Fall Gleiwitz
- 1961: Gewissen in Aufruhr (Fernsehfilm, 5 Teile)
- 1962: Wohl dem, der lügt (Fernsehfilm)
- 1962: Die schwarze Galeere
- 1962: Die Jagd nach dem Stiefel
- 1963: Die Affäre Heyde-Sawade (Fernsehfilm)
- 1965: Solange Leben in mir ist
- 1966: Irrlicht und Feuer (Fernsehfilm, Zweiteiler)
- 1967: Die gefrorenen Blitze
- 1968: Der Mord, der nie verjährt
- 1968 – 1970: Ich – Axel Cäsar Springer (Fernsehfilm, 5 Teile)
- 1970: KLK an PTX – Die Rote Kapelle
- 1973: Nachtredaktion (Fernsehspiel)
- 1984: Front ohne Gnade (Fernsehserie, Teil 2, 3 und 4)
- 1987: Polizeiruf 110: Der Tote zahlt
- 1989: Späte Ankunft (Fernseh-Zweiteiler)
- 1989: Die gläserne Fackel (Fernsehserie, Teil 4)

## Theater
- 1950: Gustav von Wangenheim: Du bist der Richtige – Regie: Hans Rodenberg (Theater der Freundschaft)
- 1954: Fritz Alexander: Die gestohlene Prinzessin – Regie: Hans-Dieter Schmidt (Theater der Freundschaft)
- 1955: Miroslav Stehlik: Wie der Stahl gehärtet wurde – Regie: Josef Stauder (Theater der Freundschaft)
- 1956: Samuil Marschak: Das Tierhäuschen – Regie: Hans-Dieter Schmidt (Theater der Freundschaft)
- 1956: Hertha Greef: Mann und Frau im Essigkrug – Regie: Hans-Dieter Schmidt (Theater der Freundschaft)
- 1956: Curt Corrinth: Trojaner – Regie: Robert Trösch/Benno Bentzin (Theater der Freundschaft)
- 1957: Friedrich Forster: Robinson soll nicht sterben – Regie: Hans-Dieter Schmidt (Theater der Freundschaft)
- 1957: Bertolt Brecht: Die Gesichte der Simon Machard – Regie: Lothar Bellag (Theater der Freundschaft)
- 1957: André Birabeau: Erste Liebe – Regie: Josef Stauder (Theater der Freundschaft)
- 1958: Josef Stauder: Das blaue Licht – Regie: Lutz Friedrich (Theater der Freundschaft)
- 1959: Herbert Walter: Die Bremer Stadtmusikanten – Regie: Hans-Dieter Schmidt (Theater der Freundschaft)
- 1959: Samuil Marschak: Die zwölf Monate – Regie: Lutz Friedrich (Theater der Freundschaft)
- 1960: Gisela Schwarz-Marell: Das tapfere Schneiderlein – Regie: Kurt Rabe (Theater der Freundschaft)
- 1960: Harald Hauser: Häschen Schnurks (Lehrer Specht) – Regie: Kurt Rabe (Theater der Freundschaft)
- 1960: Vera Ljubimowa: Schneeball – Regie: Rudi Kurz (Theater der Freundschaft)
- 1961: Hans-Albert Pederzani: Die Jagd nach dem Stiefel (Sturmführer Barsch) – Regie: Hubert Hoelzke (Theater der Freundschaft)
- 1962: Günter Görlich: Die Ehrgeizigen (Kriminalsekretär der Stummpolizei) – Regie: Kurt Rabe (Theater der Freundschaft)
- 1962: Jewgeni Schwarz: Die Schneekönigin – Regie: Kurt Rabe (Theater der Freundschaft)
- 1962: Hanuš Burger/Stefan Heym: Tom Sawyers großes Abenteuer – Regie: Hanuš Burger (Theater der Freundschaft)
- 1962: Tatjana Sytina: Erste Begegnung (Hausverwalter) – Regie: Kurt Rabe (Theater der Freundschaft)
- 1963: Jewgeni Schwarz: Rotkäppchen – Regie: Kurt Rabe (Theater der Freundschaft)
- 1963: Hans-Albert Pederzani: Unser kleiner Trompeter (Schutzmann Ebersdorf) – Regie: Rainer R. Lange (Theater der Freundschaft)
- 1964: Hanuš Burger: La Farola (Quatro Ojos) – Regie: Kurt Rabe (Theater der Freundschaft)
- 1965: Harald Hauser: Der große und der kleine Buddha – Regie: Heiner Möbius (Theater der Freundschaft)
- 1965: Pol Quentin/Georges Bellak: Football – Regie: Günter Wolf (Theater der Freundschaft)
- 1965: Molière: Die Gaunerstreiche des Scapin – Regie: Hanuš Burger (Theater der Freundschaft)
- 1966: Heinz Kahlau: Das Märchen von der Straßenbahn Therese (Maler) – Regie: Hanuš Burger (Theater der Freundschaft)
- 1966: Heinz Kahlau: Ein Krug mit Oliven (Teppichhändler) – Regie: Heiner Möbius (Theater der Freundschaft)
- 1967: Virgil Stoenescu/Octavian Sava: Betragen Ungenügend (Anton Plesoianu, Direktor)  – Regie: Constantin Sinca (Theater der Freundschaft)
- 1967: Heinz Kahlau: Der gestiefelte Kater – Regie: Heiner Möbius (Theater der Freundschaft)
- 1968: Günther Deicke/Ruth Zechlin: Reineke Fuchs (Oper für Schauspieler) – Regie: Heiner Möbius (Theater der Freundschaft)
- 1968: Günther Deicke: Was ihr wollt – Regie: Heiner Möbius (Theater der Freundschaft)
- 1969: Carlo Goldoni: Der Diener zweier Herren – Regie: Heiner Möbius (Theater der Freundschaft)
- 1969: Heinz Czechowski: König Drosselbart – Regie: Horst Hawemann (Theater der Freundschaft)
- 1970: Georgi Nachuzrischwili: Tschintschraka – Regie: Horst Hawemann (Theater der Freundschaft)
- 1971: Bernd Wagner (Nach Anatole France) Das Hemd eines Glücklichen – Regie: Heiner Möbius/Peter Ensikat (Theater der Freundschaft)
- 1971: William Shakespeare: Die Komödie der Irrungen – Regie: Heiner Möbius (Theater der Freundschaft)
- 1971: Hans-Dieter Schmidt: Tinko (Kimpel-Bauer) – Regie: Peter Ensikat (Theater der Freundschaft)
- 1972: Erich Blach: Die Bernsteinbrigade – Regie: Horst Hawemann (Theater der Freundschaft)
- 1972: Christian Noack: Sechse kommen durch die ganze Welt (Bläser) – Regie: Mirjana Erceg (Theater der Freundschaft)
- 1974: Michail Bulgakow: Don Quijote – Regie: Mirjana Erceg (Theater der Freundschaft)
- 1975: Georgi Polonski: Warten wir den Montag ab – Regie: Horst Hawemann (Theater der Freundschaft)
- 1977: Horst Hawemann: Tschapai ... Tschapai ... Tschapajew – Regie: Joachim Siebenschuh/Mirjana Erceg (Theater der Freundschaft)
- 1978: Eugen Eschner: Frühlingskapriolen – Regie: Mirjana Erceg (Theater der Freundschaft)
- 1978: Margarete Steffin: Wenn er einen Engel hätte – Regie: Wolfgang Engel (Theater der Freundschaft)
- 1979: Joachim Knauth: Der Maulheld – Regie: Mirjana Erceg (Theater der Freundschaft)
- 1983: Jewgeni Schwarz: Der nackte König – Regie: Joachim Siebenschuh (Theater der Freundschaft)
- 1985: Anna-Elisabeth Wiede: Das Untier von Samarkand – Regie: Hermann Schein (Theater der Freundschaft)
- 1985: Albert Wendt: Der Vogelkopp – Regie: Carl-Hermann Risse (Theater der Freundschaft)
- 1985: Elifius Paffrath: Teufelskarl – Regie: Joachim Siebenschuh (Theater der Freundschaft)
- 1986: Friedrich Schiller: Kabale und Liebe – Regie: Alejandro Quintana (Theater der Freundschaft)

## Hörspiele
- 1960: Friedrich Karl Kaul/Walter Jupé: Der Fall Jörns (Kapitänleutnant von Pflugk-Hartung) – Regie: Hans Knötzsch (Hörspiel – Rundfunk der DDR)
- 1963: Gerhard Stübe: Schüsse in Rastatt (Prinz von Preussen) – Regie: Fritz Göhler (Kinderhörspiel/Kurzhörspiel – Rundfunk der DDR)
- 1963: Robert Louis Stevenson: Die Schatzinsel (Dick) – Regie: Maritta Hübner (Kinderhörspiel, 3 Teile – Rundfunk der DDR)
- 1964: Klaus Beuchler: Die letzte Brücke – Regie: Harry Schrank (Kinderhörspiel/Kurzhörspiel – Rundfunk der DDR)
- 1965: Joachim Staritz: Nicht achten den Wind – Regie: Fritz Göhler (Kinderhörspiel – Rundfunk der DDR)
- 1967: Gerhard Stübe: John Reed. Dramatische Chronik in drei Teilen – Regie: Fritz Göhler (Hörspiel, 2. Teil – Rundfunk der DDR)
- 1968: Ernst Ottwalt: Kalifornische Ballade – Regie: Fritz Göhler (Kinderhörspiel – Rundfunk der DDR)
- 1968: Erwin Ziemer: Der Soldat an der Brücke – Regie: Helmut Hellstorff (Kinderhörspiel – Rundfunk der DDR)
- 1970: Ousmane Sembène: Die Vollmacht (Postangestellter) – Regie: Peter Groeger (Hörspiel – Rundfunk der DDR)
- 1970: Walter Basan: Friß Vogel, oder stirb (Kapitän Thorwaldsen) – Regie: Karlheinz Drechsel (Kinderhörspiel, 2 Teile – Rundfunk der DDR)
- 1974: Horst Enders: Namensgebung (Junta-Mann) – Regie: Manfred Täubert (Kinderhörspiel – Rundfunk der DDR)
- 1974: Augusto Boal: Torquemada (1. Polizist) – Regie: Peter Groeger (Hörspiel – Rundfunk der DDR)
- 1975: Maksud Ibragimbekow: Der Marathon-Tiger (Miller) – Manfred Täubert (Kinderhörspiel/Science-Fiction-Hörspiel – Rundfunk der DDR)
- 1976: Pjotr Andrejew: Über meinen Freund – Regie: Hannelore Solter (Hörspiel – Rundfunk der DDR)
- 1978: Ulla Ryum: Der unglückliche Bauchredner (1. Spiegelverkehrter) – Regie: Peter Groeger (Hörspiel – Rundfunk der DDR)
- 1980: Hans van Ooyen: Der letzte Fall (Mörlitz) – Regie: Helmut Hellstorff (Kriminalhörspiel – Rundfunk der DDR)
- 1980: Ngũgĩ wa Thiong’o/Micere Githae Mugo: Die Verurteilung des Dedan Kimathi – Regie: Peter Groeger (Hörspiel – Rundfunk der DDR)
- 1981: István Csurka: Die Schuhbürste (Gewerkschaftler) – Regie: Helmut Hellstorff (Hörspiel – Rundfunk der DDR)
- 1982: Walter Stranka: Tessi – Regie: Manfred Täubert (Hörspiel, Teil 3 – Rundfunk der DDR)
- 1982: Omar Saavedra Santis/Carlos Cerda: Eine Tulpe, ein Stein, ein Schwert – Regie: Fritz Göhler (Kriminalhörspiel – Rundfunk der DDR)
- 1983: Jochen Hauser: Leutnant von Katte (von Buddenbrock) – Regie: Werner Grunow (Hörspiel – Rundfunk der DDR)
- 1983: Horst Ulbricht: Kinderlitzchen (Lehrer) – Regie: Peter Groeger (Hörspiel – Rundfunk der DDR)
- 1984: Norman Corwin: Meine Klientin Curley – Regie: Albrecht Surkau (Hörspiel – Rundfunk der DDR)
- 1984: Bodo Schulenburg: Wette mit Sisyphos – Wette mit Hermes – Regie: Manfred Täubert (Kinderhörspiel – Rundfunk der DDR)
- 1985: Sergei Jessenin: Pugatschow (Traubenberg) – Regie: Peter Groeger (Hörspiel – Rundfunk der DDR)
- 1986: Jean Giraudoux: Der trojanische Krieg wird nicht stattfinden (Abneos) – Regie: Peter Groeger (Hörspiel – Rundfunk der DDR)
- 1986: Horst Matthies: Standortüberschreitung (Stimme) – Regie: Werner Grunow (Hörspiel – Rundfunk der DDR)
- 1987: Holger Jackisch: Tod eines deutschen Clowns (Oberst) – Regie: Werner Grunow (Hörspiel – Rundfunk der DDR)
- 1987: Reinhard Griebner: Ich gehöre aber einer anderen Richtung an (Bormann) – Regie: Fritz Göhler (Dokumentarhörspiel – Rundfunk der DDR)
- 1989: Pierre Léaud: Kalypso (Oberst) – Regie: Peter Groeger (Hörspiel – Rundfunk der DDR)

## Synchronisation
| Film                     | Jahr | Rolle            | Darsteller  |
| ------------------------ | ---- | ---------------- | ----------- |
| Das Licht auf dem Galgen | 1976 | Aufseher Glavish | Mario Turra |